# Paradoja de Gibbs

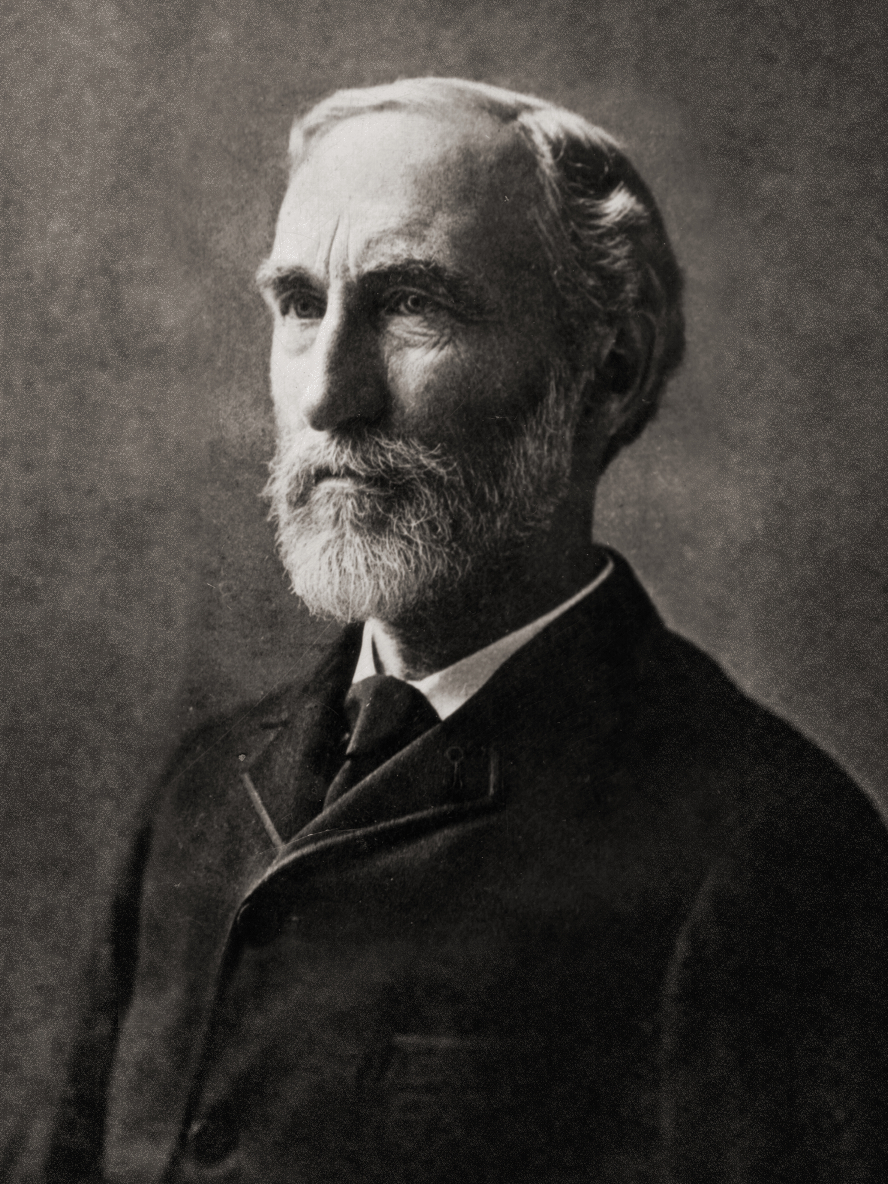
Josiah Willard Gibbs

En termodinámica y mecánica estadística, la paradoja de Gibbs, planteada por Josiah Willard Gibbs, parte de una expresión no extensiva de la entropía según la cual, si en un sistema cerrado se da un proceso isobárico e isotérmico de difusión por el que se mezclan dos gases ideales cualesquiera, la variación de entropía del sistema siempre será positiva, incluso si ambos gases son iguales.

## Experimento mental
Partimos de un sistema cerrado simple constituido por dos recipientes de volúmenes V1 y V2, dentro de los cuales colocamos N1 moléculas de un gas ideal A y N2 moléculas de un gas ideal B, respectivamente. Fijamos la misma temperatura y presión para ambos gases. Suponiendo que ambos recipientes estén en contacto, hacemos un pequeño orificio por el que las moléculas de ambos gases puedan pasar de un recipiente a otro de forma que ambos gases acaben por mezclarse entre sí. Esto genera un proceso isotérmico e isobárico de difusión lenta, un proceso reversible que, una vez finalizado, permitirá a las N1+N2 moléculas ocupar el volumen total de sendos recipientes. Analizando la variación de la entropía del proceso, partimos de que la ecuación diferencial de la entropía establece que para todo proceso infinitesimal y reversible, como este,

{\displaystyle TdS=dU+pdV\,}

donde T es la temperatura, S la entropía, U la energía interna, p la presión y V el volumen del sistema. Además, teniendo en cuenta que se trata de gases ideales, la presión y energía interna están relacionadas con la temperatura según

{\displaystyle pV=NkT\,\,y\,\,U={\frac {3}{2}}NkT\,}

donde {\displaystyle k={\frac {R}{N_{0}}}} es la constante de Boltzmann, R la constante universal de los gases y N0 el número de Avogadro. A partir de todas estas expresiones, llegamos a que la entropía viene dada por la expresión

{\displaystyle S=Nk({\frac {3}{2}}\ln T+\ln V+S_{0})\,}

donde S0 es una constante de integración. De esta expresión, vemos que la entropía de cada gas, cuando están en sus respectivos recipientes, es

{\displaystyle S_{j}=N_{j}k({\frac {3}{2}}\ln T+\ln V_{j}+S_{0});j=1,2\,}

Por tanto, la entropía total del sistema antes de la mezcla es

{\displaystyle S_{i}=S_{1}+S_{2}\,}

Después de la mezcla, pasamos a que el volumen es V=V1+V2 y el número de moléculas N=N1+N2, por lo que, reemplazando en la misma ecuación utilizada antes, la entropía final del sistema es

{\displaystyle S_{f}=(N_{1}+N_{2})k({\frac {3}{2}}\ln T+\ln(V_{1}+V_{2})+S_{0})\,}

Llegamos a que la variación total de entropía del sistema es

{\displaystyle \Delta S=S_{f}-S_{i}=S_{f}-(S_{1}+S_{2})=k(N_{1}\ln {\frac {V}{V_{1}}}+N_{2}\ln {\frac {V}{V_{2}}})\,}

Ahora, si tomamos N1=N2=N0 y V1=V2=V0, tenemos que la variación de entropía es

{\displaystyle \Delta S=nR\ln n\,}

Según estas expresiones, la variación de entropía en esta clase de procesos es siempre positiva para n gases cualesquiera, sin importar nada más que el número de moléculas de los gases que intervienen y el valor de la constante universal de los gases. A simple vista, esto carecería de sentido si suponemos que los gases son iguales ya que derivaría en la no indistinguibilidad de las moléculas de los gases, es decir, seguiría habiendo una mezcla de n gases a pesar de que éstos sean iguales, un hecho que sin duda conduce a una paradoja.